# Peles
Peles (románul Peleș) falu Romániában, Erdélyben, Fehér megyében. Közigazgatásilag Aranyosszohodol községhez tartozik.

## Fekvése
Az Erdélyi-érchegységben, Topánfalvától 6 km-re délnyugatra fekvő település.

## Története
A falu nevét 1835-ben említette először oklevél Pele[s] alakban. Későbbi névváltozatai: 1909-ben Peles, 1909–1919 között Peleş, Peles, v. Soholdol, Sohodol-Peleş. Régebben Aranyosszohodol (Sohodol) része volt, a trianoni békeszerződésig együtt Alsó-Fehér vármegye Verespataki járásához tartoztak. 1941-ben 813 román lakosa volt. 1956-ban vált külön Aranyosszohodoltól 127 lakossal. Később különvált tőle Bobărești, Brădeana, Hoancă és Sicoiești is.
1966-ban 86, 1977-ben is 86, 1992-ben 74, a 2002-es népszámláláskor pedig 53 román lakosa volt.